# Eleccions municipals de 2019 a Duesaigües
Les eleccions municipals de 2019 a Duesaigües van ser unes eleccions locals que es van celebrar el diumenge 26 de maig de 2019 a Duesaigües, al Baix Camp, com a part de les eleccions municipals espanyoles. Es van triar els 5 regidors de l'Ajuntament de Duesaigües.

## Sistema electoral
Les eleccions als ajuntaments de l'Estat espanyol estan fixades per celebrar-se el quart diumenge de maig cada quatre anys. El sistema electoral fa servir la regla D'Hondt amb representació proporcional, llistes tancades i una barrera electoral del 5% dels vots vàlids, que inclou els vots en blanc. La votació per a l'assemblea local es basa en el sufragi universal.
En les eleccions municipals, la circumscripció electoral és en l'àmbit municipal i el nombre d'escons (o sigui, regidors) a triar del municipi es determina en funció del nombre d'habitants censats en aquest municipi. En el cas de Duesaigües, en tenir 189 persones censades, l'hi correspon 5 regidors.

## Candidatures
El 30 d'abril del mateix any, la Junta Electoral de Zona de Reus va proclamar les tres candidatures del municipi de Duesaigües en el Butlletí Oficial de la Província de Tarragona.
1. Amb Duesaigües - Acord Municipal (AD - AM)
2. Duesaigües Fem Poble (DF P-JUNTS)
3. Partit Popular (PP)

## Jornada electoral

### Constitució de les meses
En aquell moment, Duesaigües tenia una població de 237 habitants, dels quals 189 persones van ser cridades a votar a una de les urnes de les 1 meses que es van constituir al municipi.

### Participació
La participació en aquestes eleccions va ser de 88,9%, el qual cosa implica que un total de 168 ciutadans del municipi van decidir exercir el seu dret a vot. Comparant aquesta participació amb la mitjana catalana, Duesaigües ha registrat una xifra molt més alta, situant-se en 24,1 punts percentuals per sobre.
A continuació, es presenta una taula amb els percentatges de participació registrats a diferents hores del dia de les eleccions:
| Hores              | Duesaigües     |
| ------------------ | -------------- |
| Participació (14h) | 43,4% ( 9,4%)  |
| Participació (18h) | 70,9% ( 15,9%) |
| Participació (20h) | 88,9% ( 19,3%) |